# 진공관 앰프

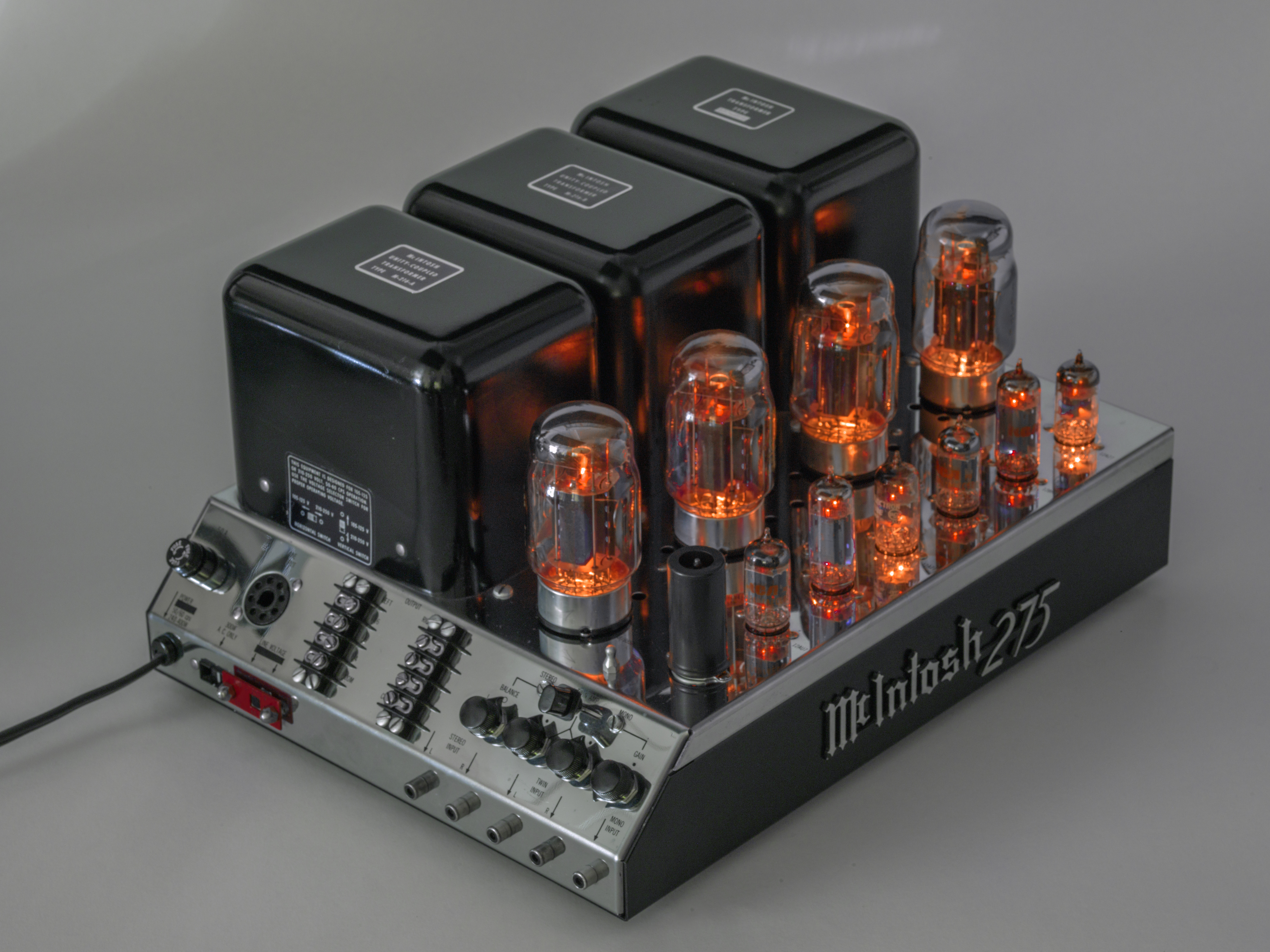

진공관 앰프는 앰프에서 진폭이나 신호 세기를 크게 하기 위해 진공관을 사용한 앰프를 말한다. 1960년대에서 1970년대 사이에 트랜지스터를 사용한 앰프가 개발되면서 마이크로파 미만의 진동수를 가진 신호를 증폭시키는 경우에 극히 세기가 큰 신호를 증폭시키는 경우가 아닌 한 반도체 앰프로 대체되어 수요가 줄어들었다.
진공관 앰프는 Hi-Fi를 하는 오디오 동호인들이나 기타(Guitar) 연주자 들에게는 여전히 애용되고 있으며, 군사용 레이다나 인공위성 트랜스폰더(GPS나 다이렉TV등), 초고출력 라디오나 UHF 등에도 여전히 이용되고 있다.

## 역사
1947년에 트랜지스터가 발명되기 전까지 거의 모든 앰프는 열전자 방출을 이용한 진공관으로 만들어졌다.
1904년에는 런던에 위치한 마르코니 사의 존 앰브로즈 플레밍이 가장 단순환 진공관인 2극관을 만들고 다이오드라고 이름붙였다. 다이오드는 정류자 기능이나 신호 검출을 할 수 있었지만 증폭은 할 수 없었다.
1907년에 리 디포리스트는 세번째 전극을 넣어 3극 진공관(트라이오드)을 만들고 라고오디온이라고 이름붙였는데, 전기적인 증폭이 가능한 첫번째 기구였다. 추가된 컨트롤 그리드를 통해 캐소드와 애노드 사이를 흐르는 전류를 조절할 수 있었다.

## 같이 보기
- 속도변조관